# 八櫛神社
八櫛神社（やくしじんじゃ）は、長野県長野市浅川にある神社。ブランド薬師の名で知られる。
一帯はブランド薬師公園として整備されている。

## 概要
浅川沿いにある薬山（689m）の急崖の岩穴に、木材3本を打ち込んだ懸崖造り。参道（登山道）には十三石仏が立ち並んでいる。
もと薬師如来を本尊とする神仏習合の「ブランド薬師堂（真言宗雲叡山北郷寺龍王院）」であったが、明治時代の神仏分離により、薬師如来を本地仏とする少彦名神を祭神として「八櫛神社」となった。本尊のブランド薬師像は現在善光寺光明院に安置されている。

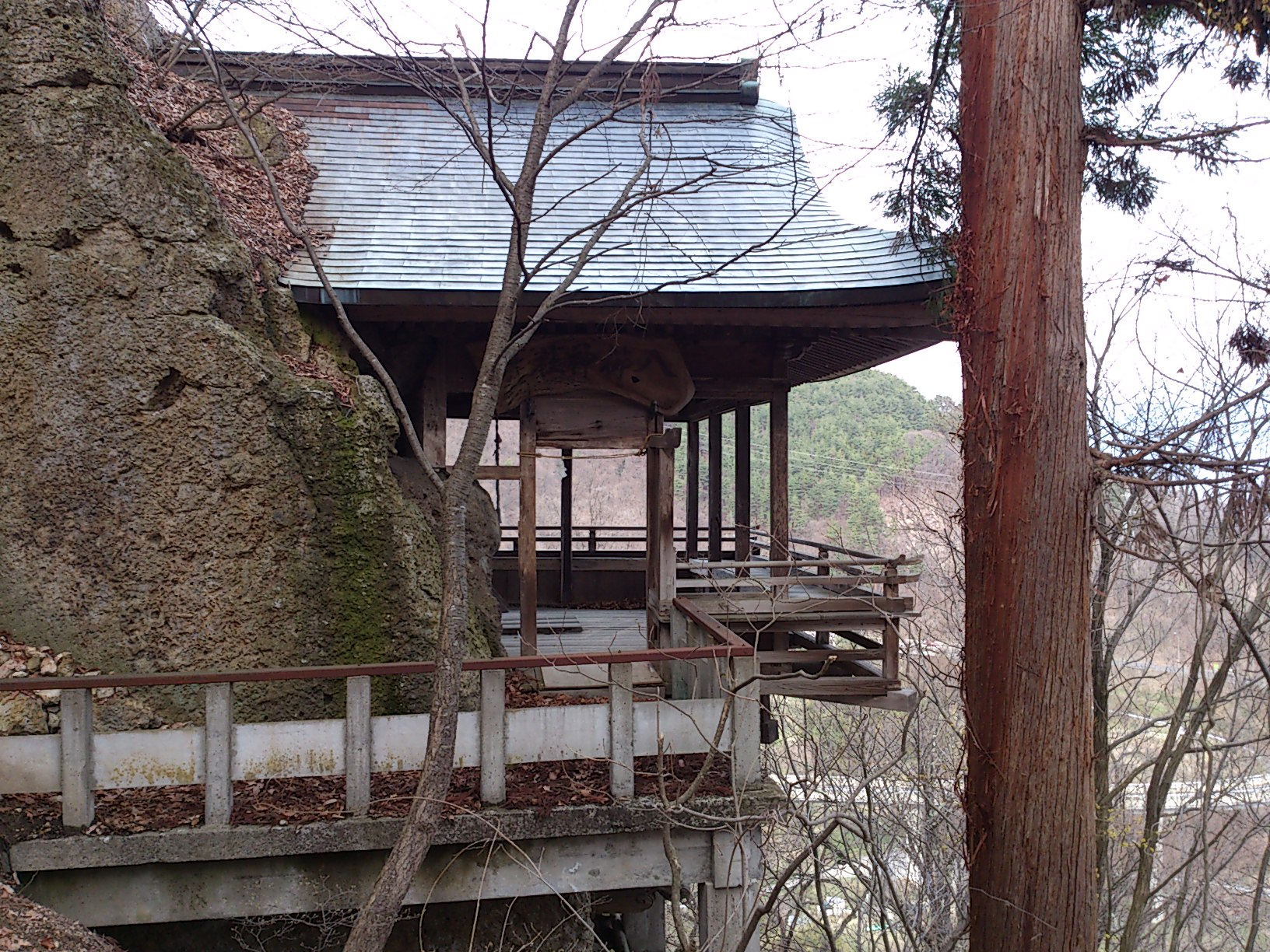
社殿入口
『信濃奇勝録』より「ぶらん堂」

### 「ブランド薬師」名称の由来
「ブランド薬師」の名は、”ブランド品”などの用法で使用される「ブランド（brand）」とは関係はない。
名の由来には諸説あり、懸崖造りで風や荷重によりぶらんぶらんと揺れるから「”ぶらん”堂」となった、あるいは落ちそうで落ちない「”不落”堂」から転訛したなどと、諸説伝えられている。
江戸時代末期の井出道貞が記した地誌『信濃奇勝録』に次の記述がある。
「ぶらん堂薬師といふ有数丈の岸壁に穴有其穴に梁四本を入て其上に堂を作る・・・一人二人ときハぶらぶらと動く故にぶらん堂と云」（「ぶらぶら」は原本では繰り返し記号を使用）。

## 歴史
- 807年（大同2年） - 創建
- 1847年（弘化4年）5月8日 - 善光寺地震。浅川へ崩落
- 1861年（文久元年） - 再建
- 1875年（明治8年） - 神仏分離。八櫛神社として届出
- 1915年（大正4年） - 改修
- 1931年（昭和6年） - 改修
- 1954年（昭和29年）4月1日 - 所在地の浅川村が長野市に合併したのを機に、一帯約7町歩が北郷地区から長野市に寄付。ブランド薬師公園として順次整備
- 1961年（昭和36年） - 改修

## 交通
- JR・長野電鉄長野駅からアルピコ交通（川中島バス）16・17・70急系統に乗車、「浅川農協前」下車。参道入口まで徒歩約20分
  - 参道は未舗装の登山道である。ところどころ岩場（この近辺に見られる裾花凝灰岩）が露出しているところでは崩れかかっている箇所もあるため、歩きやすい靴での来訪を要する。

## 周辺
- 浅川ループライン真光寺ループ橋
- 浅川油田油井跡